# Großes Walsertal

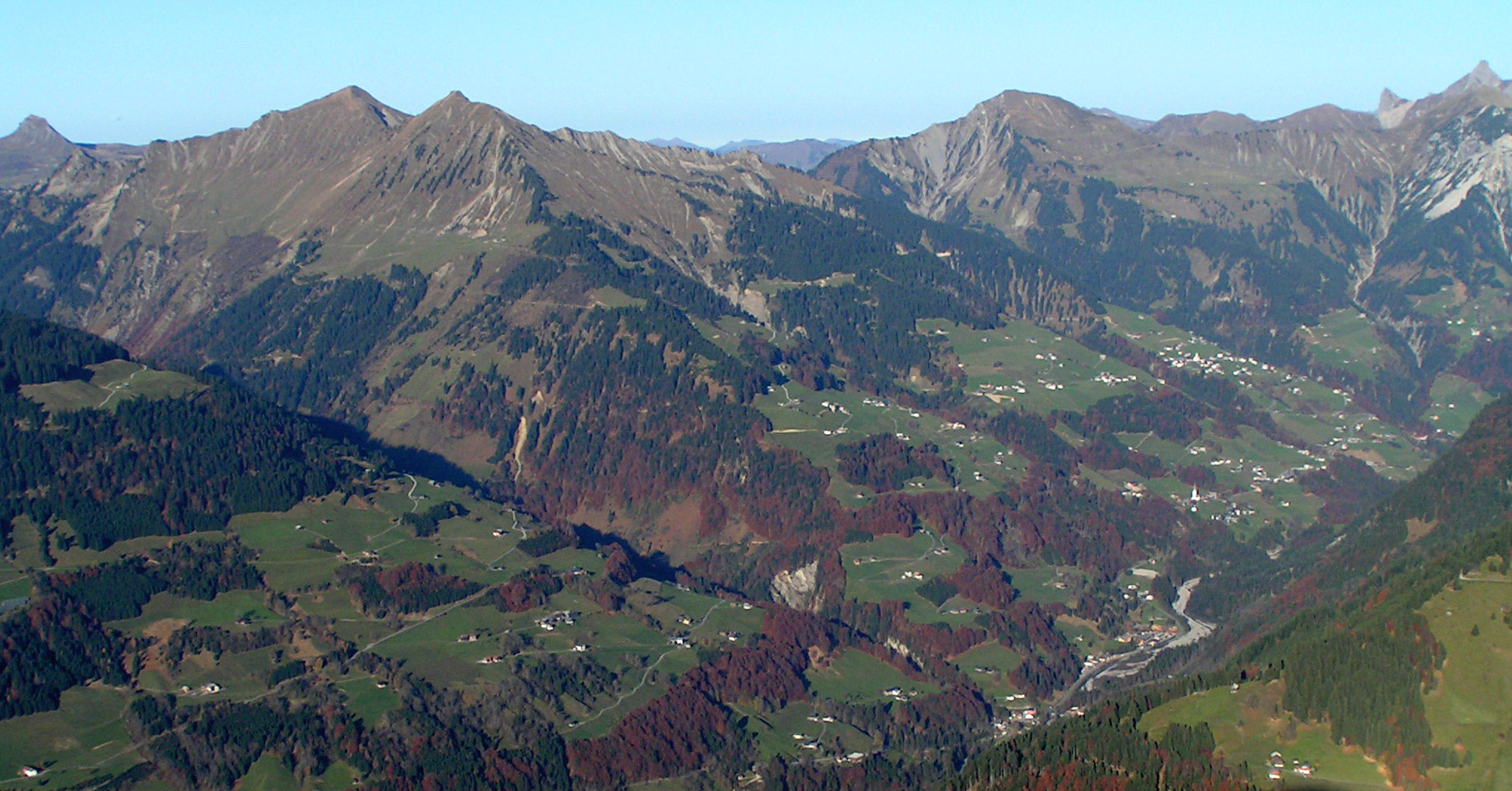
Das Große Walsertal im mittleren Abschnitt mit den Ortschaften Sonntag und Fontanella vom Hohen Fraßen aus gesehen, Blick nordwärts auf Glatthornstock und Blasenka

Das Große Walsertal liegt im österreichischen Bundesland Vorarlberg. Es ist ein Seitental des Walgaues und erstreckt sich von diesem in östlicher bis nordöstlicher Richtung zum gebirgigen Zentrum des Landes. Der Talabschluss grenzt an den Bregenzerwald.
Das Große Walsertal ist vor allem bekannt für den gleichnamigen UNESCO-Biosphärenpark Großes Walsertal.
Der Name des Tales kommt von den Walsern, die im 13. Jahrhundert aus dem Wallis hierher zogen.

## Geographie

### Lage und Landschaft
Das Große Walsertal befindet sich in den nördlichen Kalkalpen zwischen den Untergruppen des Bregenzerwaldgebirges (im Norden) und des Lechquellengebirges (im Süden und Osten).
Das etwa 25 km lange alpine Kerbtal – vom Volksmund auch als „durchtobeltes Tobel mit vielen Tobeln“ charakterisiert – wird vom Lutz-Bach durchflossen. Besonders der Norden, der noch zur Flyschzone gehört, zeigt die typischen kleinförmig-rundkuppigen Taltröge und Nebentälchen.

### Seitentäler
Südostseitig, im Lechquellengebirge, sind drei größere Seitentäler:
- Gadental (Rotenbrunnenbach): linkes Seitental, Europaschutzgebiet, Hirschenspitze bis Kessischlucht
- Hutlatal (Hutlabach): linkes Seitental, Unteres Johannesjoch bis Buchboden
  - Kleszenzatal: obere Talabschnitt bis Steilstufe zwischen Unterhutla Alpe und Kleszenza Alpe
- Marultal (Marulbach, Laguzbach): linkes bewohntes Seitental, Rote Wand bis Raggal
  - Laguztal: Hinterer Talabschnitt
  - Faludrigatal: Naturschutzgebiet Faludriga-Nova
  - Elstal (Schreierbach oder Elsbach)

Nordwestseitig liegen:
- Ladritschtobel (Ladritschbach)
- Faschinatal (Faschinabach)
- Seewaldtobel (Seebergbach)

Es existieren noch zahlreiche weitere Tobel.

### Gemeinden
Die Gemeinden liegen fast alle auf dem Sonnhang, der Nordseite des Tals. Vom Talbeginn her sind dies:
- Thüringerberg
- St. Gerold
- Blons
- Fontanella
- Sonntag
- Der Sonntager Ortsteil Buchboden gegen Talende liegt ebenfalls nördlich des Bachs, die Gemeinde umfasst den ganzen Talschluss.

Panorama von Blons und dem Großen Walsertal (Blick von Raggal) im November 2011

Südlich der Lutz liegt:
- Raggal

## Nachbarregionen
(Die umliegenden Gebirgsgruppen sind kursiv gesetzt)
| Laternsertal Walserkamm |                                             | Hinterer Bregenzerwald Zitterklapfen-Gruppe  |
|                         | Kompassrose, die auf Nachbargemeinden zeigt | Tannbergregion Lechquellen-Gebirge · Arlberg |
| Walgau                  | Lechquellen-Gebirge Bludenzer Becken        | Lechquellen-Gebirge Klostertal               |

### Verkehr
In westlicher Hanglage führt auch die gut ausgebaute Faschina Straße (früher Bundesstraße 193, jetzt L 193) durch das Tal. Beim Faschinajoch in 1485 Meter Seehöhe verlässt sie das Tal und führt über Damüls nach Au in den Bregenzerwald hinunter.
Ein Wanderweg führt über den Schadonapass am Talschluss (Biberacher Hütte) nach Landsteg (Gemeinde Schröcken). Weiterhin gibt es mehrere Wanderwege, die aus dem hinteren Großen Walsertal über den zwischen Faschinajoch und Hochkünzelspitze stehenden Kamm in den Hinterwald (Au, Schoppernau) führen.

## Geschichte

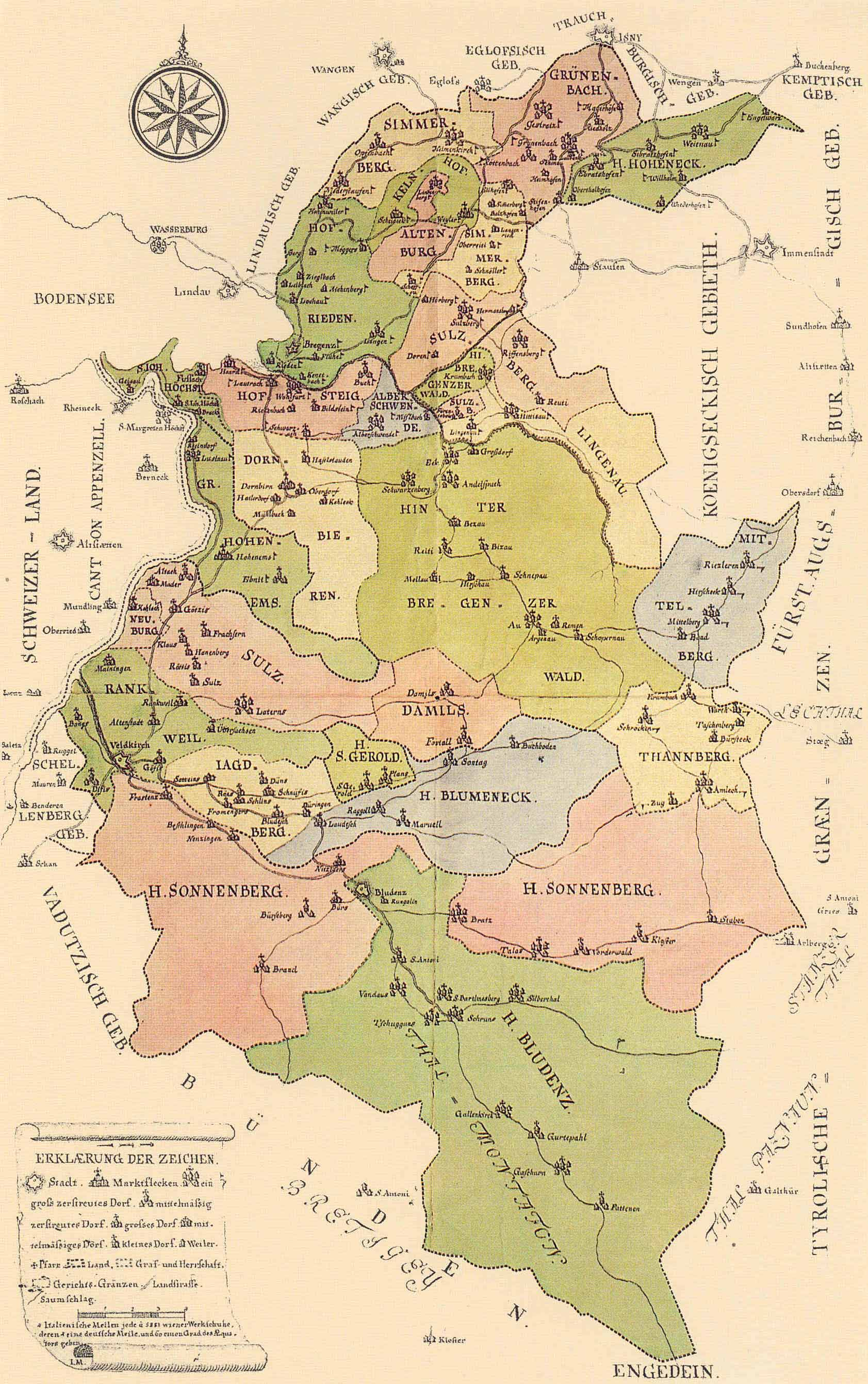
Karte Vorarlbergs (von 1783); Mitte unten grün, rot und blau Hft. S. Gerold, Damüls und Blumeneck

Das Große Walsertal wurde im 14. Jahrhundert von den Walsern besiedelt. Diese wanderten aus dem Gebiet des heutigen Schweizer Kanton Wallis aus und besiedelten auch Regionen im heutigen Kanton Graubünden sowie im Fürstentum Liechtenstein und im heutigen Bundesland Vorarlberg (außer dem Großen Walsertal auch etwa das Laternsertal, das Kleinwalsertal, Damüls, Schröcken und Lech).
Die Habsburger regierten ab dem 15. Jahrhundert Vorarlberg und damit auch die Orte im Großwalsertal, wechselnd von Tirol und Vorderösterreich (Freiburg im Breisgau) aus, von Innsbruck aus auch noch nach 1867, als Vorarlberg Kronland wurde. Die Gemeinden des Großwalsertal waren vom Mittelalter bis in das 19. Jahrhundert auf verschiedene Herrschaften verteilt, Raggal und Sonntag gehörten zur Herrschaft Blumenegg (Sitz bei Thüringen), St. Gerold, Blons und der Thüringerberg, seinerzeit noch keine Gemeinde, bildeten die zeitweise verliehene Herrschaft St. Gerold, und Fontanella gehörte zur Herrschaft Damüls.
Von 1805 bis 1814 gehörte das Großwalsertal zum Königreich Bayern, ab 1814 dann wieder zu Österreich. Mit der Neuordnung der Vorarlberger Gerichtssprengel im Jahre 1806 wurde das ganze Großwalsertal dem neu installierten Landgericht Sonnenberg mit Sitz in Bludenz unterstellt, aus dem sich der heutige politische Bezirk entwickelt hat. Dabei wurde die aufgelöste Herrschaft Damüls vollständig halbiert, sodass zum Großwalsertaler Gemeindegebiet Fontanella auch die ganze Südseite des oberen Damülsertales hinter dem Faschinajoch – landschaftlich Bregenzerwald – gehört.
Das Großwalsertal war 1945 bis 1955 Teil der Französischen Besatzungszone in Österreich.
Heute wohnen im Großen Walsertal ca. 3500 Menschen.

## Biosphärenpark Großes Walsertal
Die Gemeinden des Großen Walsertals haben sich zum Biosphärenpark Großes Walsertal zusammengeschlossen, Vorarlbergs erstem Naturpark, der ein von der UNESCO ausgezeichnetes Biosphärenreservat darstellt. Auch innerhalb des Biosphärenprogramms der UNESCO, Man and Biosphere (MAB), stellt ein Biosphärenpark auf kommunaler Basis eine weltweite Besonderheit dar, entspricht aber genau dem Konzept einer örtlichen Akzeptanzbasis und der engen Verflechtung von Siedlungs- und Naturraum als Gesamtheit: Rechtsträger des Biosphärenparks ist der Verein Regionalplanungsgemeinschaft Großes Walsertal (REGIO), in dem Land, Bezirk und Gemeinden vertreten sind.
Die Akzeptanz in der Bevölkerung, wie sie die UNESCO im Kontext der Lokalen Agenda 21 für Biosphärenparks fordert, ist ausgezeichnet.
Das Projekt konnte auch zahlreiche Auszeichnungen erzielen, so den Hauptpreis beim Europäischen Dorferneuerungspreis 2002, den EDEN-Award (European Destinations of Excellence) 2009 und den European Energy Award in Silber 2010.
Das Konzept Biosphärenpark ist nicht als unbegehbare Region anzusehen, denn die Region ist sehr abhängig vom Tourismus. Wandern, Biken und Skifahren sind somit Hauptattraktionen, wie in der ganzen Alpenregion. Außer den unten genannten Wanderroutenbeispielen gibt es:
- Großen Walserweg mit 29 Tagesetappen (von Zermatt bis nach Mittelberg im Kleinen Walsertal), wo Etappe 27 und 28 durch das Große Walsertal führen
- Walserweg Vorarlberg mit 25 Etappen, der durchs Große Walsertal führt'
- Via Alpina, mit ihren Etappen durch das Lechquellengebirge, vorbei an der Biberacher Hütte durch das Große Walsertal
- Nordalpenweg 01 (Wegabschnitt 601) des europäischen Weitwanderwegs E4 von Faschina über die Hochschere zur Biberacher Hütte

### Wanderroutenbeispiele
| Name                                                                                | Länge   | Höhenmeter | Schwierigkeitsgrad | Dauer                |
| ----------------------------------------------------------------------------------- | ------- | ---------- | ------------------ | -------------------- |
| Marul – Faludriga Alpe – Schwarze Furka – Laguz / Raggal-Marul                      | 14,2 km | 1320 m     | Schwer             | 6 Stunden 30 Minuten |
| Bad Rothenbrunnen / Sonntag-Buchboden                                               | 5,2 km  | 290 m      | Leicht             | 1 Stunde 30 Minuten  |
| Unterpartnom – Oberpartnom – Steris / Sonntag                                       | 9,5 km  | 438 m      | Mittel             | 3 Stunden 30 Minuten |
| Kernzone Faludriga-Nova / Marul                                                     | 10,2 km | 647 m      | Schwer             | 4 Stunden 15 Minuten |
| Buchboden – Matona Alpe – Bad Rothenbrunnen / Sonntag-Buchboden                     | 15,1 km | 1124 m     | Schwer             | 5 Stunden 15 Minuten |
| Wiesweg über Labom / Raggal                                                         | 5,8 km  | 164 m      | Leicht             | 2 Stunden            |
| Wiesweg / Raggal – Ludescherberg                                                    | 3,3 km  | 125 m      | Leicht             | 1 Stunde             |
| Rund ums Zafernhorn / Fontanella-Faschina                                           | 9,5 km  | 750 m      | Mittel             | 4 Stunden            |
| Zum Seewaldsee / Fontanella                                                         | 4,3 km  | 138 m      | Leicht             | 1 Stunde             |
| Alpwanderung am Walserkamm / Blons – St. Gerold                                     | 12,3 km | 610 m      | Mittel             | 4 Stunden            |
| Falvkopf / Blons                                                                    | 6,1 km  | 948 m      | Schwer             | 3 Stunden            |
| Faschina – Hochschere Fürkele – Buchboden / Fontanella-Faschina & Sonntag-Buchboden | 15,7 km | 950 m      | Schwer             | 6 Stunden            |
| Gerenspitze, 1871 m / St. Gerold                                                    | 16,9 km | 1066 m     | Mittel             | 6 Stunden 45 Minuten |
| Hochgerach / Thüringerberg                                                          | 15,9 km | 1133 m     | Schwer             | 6 Stunden 15 Minuten |
| Löffelspitze, 1962 m / Blons – St. Gerold                                           | 17,5 km | 1190 m     | Mittel             | 7 Stunden45          |
| Glattmar / Sonntag                                                                  | 9,1 km  | 668 m      | Schwer             | 4 Stunden            |
| Kellaspitze, 2017 m / Raggal-Marul                                                  | 9,6 km  | 1041 m     | Mittel             | 5 Stunden            |
| Breithorn, 2.081 m / Sonntag-Stein                                                  | 14 km   | 1067 m     | Mittel             | 6 Stunden            |

### Mountainbike-Routenbeispiele
| Name                                                  | Länge   | Höhenmeter | Schwierigkeitsgrad | Dauer                |
| ----------------------------------------------------- | ------- | ---------- | ------------------ | -------------------- |
| Alpe Laguz – Partnom Alpen – Sonntag / Raggal-Marul   | 29,7 km | 1184 m     | Schwer             | 6 Stunden            |
| Rund ums Breithorn / Raggal-Marul                     | 32,3 km | 1360 m     | Schwer             | 5 Stunden            |
| Von Fontanella zur Türtsch Alpe / Fontanella          | 32,3 km | 1360 m     | Schwer             | 5 Stunden            |
| Von Fontanella zur Türtsch Alpe / Fontanella          | 13,6 km | 628 m      | Mittel             | 2 Stunden            |
| Von Buchboden zur Klesenza Alpe / Sonntag-Buchboden   | 17,6 km | 755 m      |                    | 3 Stunden            |
| Rund ums Zafernhorn / Fontanella-Faschina             | 15,3 km | 787 m      | Schwer             | 3 Stunden            |
| Von Buchboden zur Ischkarnei Alpe / Sonntag-Buchboden | 18,6 km | 694 m      | Schwer             | 3 Stunden            |
| Zur Oberüberluth Alpe / Sonntag-Buchboden             | 12,6 km | 670 m      | Mittel             | 2 Stunden 30 Minuten |
| Zur Alpe Sera / Blons                                 | 19,1 km | 782 m      | Mittel             | 3 Stunden            |
| Zur Gaßner Alpe / St. Gerold                          | 13,2 km | 691 m      | Mittel             | 2 Stunden 30 Minuten |
| Zur Plansott Alpe / St. Gerold                        | 12,8 km | 665 m      | Mittel             | 2 Stunden 15 Minuten |
| 2-Alpen-Tour / St. Gerold                             | 15,9 km | 761 m      | Mittel             | 3 Stunden            |

## Tourismus

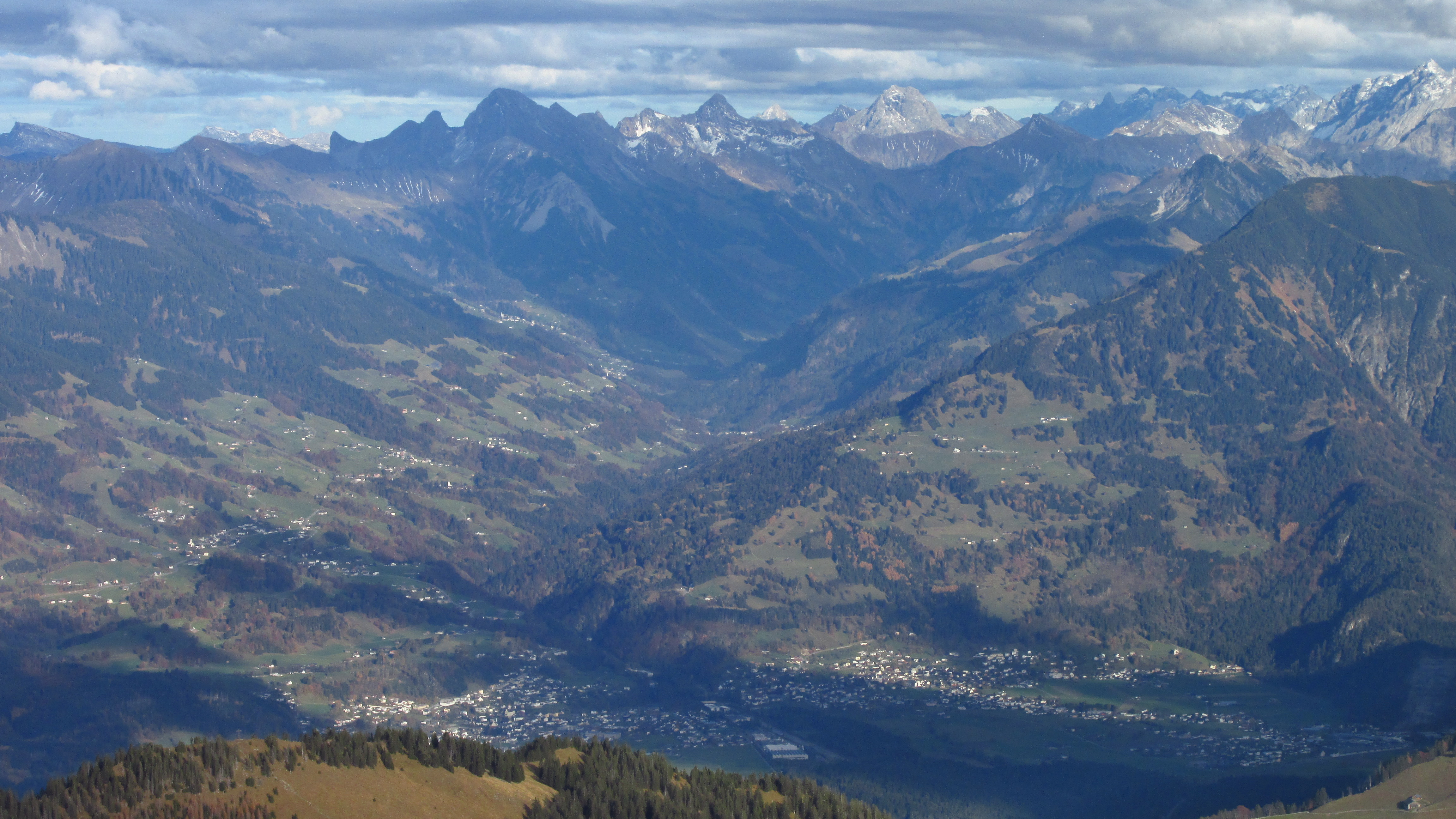
Blick vom Galinakopf ins Großwalsertal. Unten, teils beschattet, Thüringen und Ludesch, über Ludesch die Streusiedlung des Ludescherbergs. In der Bildmitte links erkennt man Fontanella mit seiner Kirche.

Organisatorisch zählt das Großwalsertal neben Bludenz, dem Brandnertal und dem Klostertal, zur Tourismusregion „Alpenregion Bludenz“. In diesem Gebiet wurden im Juni 2020 83.533 Ankünfte und 256.713 Übernachtungen verzeichnet. Das ist coronabedingt ein Rückgang von 59 % im Vergleich zum Vorjahr. Als klassische Wintersportdestination ist die Alpenregion im Winter deutlich besser besucht.

### Sommer
Der Tourismus im Großwalsertal ist stark vom Biosphärenpark geprägt und gerade wegen des Naturschutzes zieht die Region jährlich viele Touristen an. Im Sommer dominieren somit Aktivitäten wie Wandern, Mountainbiken, E-Bike Fahren, Klettern, Reiten, Canyoning oder Motorradfahren. Das alles ist im oder rund um den Biosphärenpark möglich. Offizielle Wege und Beschilderung sorgen dafür, dass die Besucher auf den Wegen bleiben und die Ruhezonen des Naturparks nicht tangieren. Das Große Walsertal ist außerdem seit 2008 Teil der Bergsteigerdörfer-Initiative des ÖAV, die den nachhaltigen Tourismus fördern soll.

### Winter
Der Wintertourismus ist vergleichsweise beschaulich. Es gibt mit Faschina, Raggal und Sonntag-Stein drei Skigebiete und die Pisten sind aufgrund der Umweltauflagen nur begrenzt erschlossen. Diese Kombination ergibt eine ruhige Winterdestination mit Fokus auf nachhaltigen Winterurlaub. Neben Skifahren sind auch Skitouren, Winterwanderungen und Langlaufen möglich.

## Kultur

Eine Veranstaltung im Rahmen des Walserherbstes auf der Alpe Klesenza

### Kulturfestival Walserherbst
Seit 2004 findet im Zweijahresrhythmus das Kulturfestival Walserherbst statt. Drei Wochen lang ermöglicht das Festival mitten im Großen Walsertal Begegnungen mit zeitgenössischem Kunst- und Kulturschaffen. Das Programm umfasst Literatur, Film, Musik, Theater, Lesungen, Ausstellungen und Workshops. Seit 2004 hat Dietmar Nigsch die künstlerische Leitung des Walserherbst Festivals inne.

### Walsermuseum
Das 500 Jahre alte Gebäude in Sonntag, in dem sich heute das Museum Großes Walsertal befindet, diente im Laufe der Jahrhunderte als Wohnhaus, Sennerei, Bäckerei und Gasthaus. Seit 1981 beherbergt das Haus samt Stall ein Museum und befindet sich im Besitz der sechs Gemeinden des Tales. Das Museum widmet sich dem Leben im Großen Walsertal von der Besiedelung des Tals bis heute. Für den Museumsbetrieb ist der Heimatpflegeverein Großes Walsertal verantwortlich.

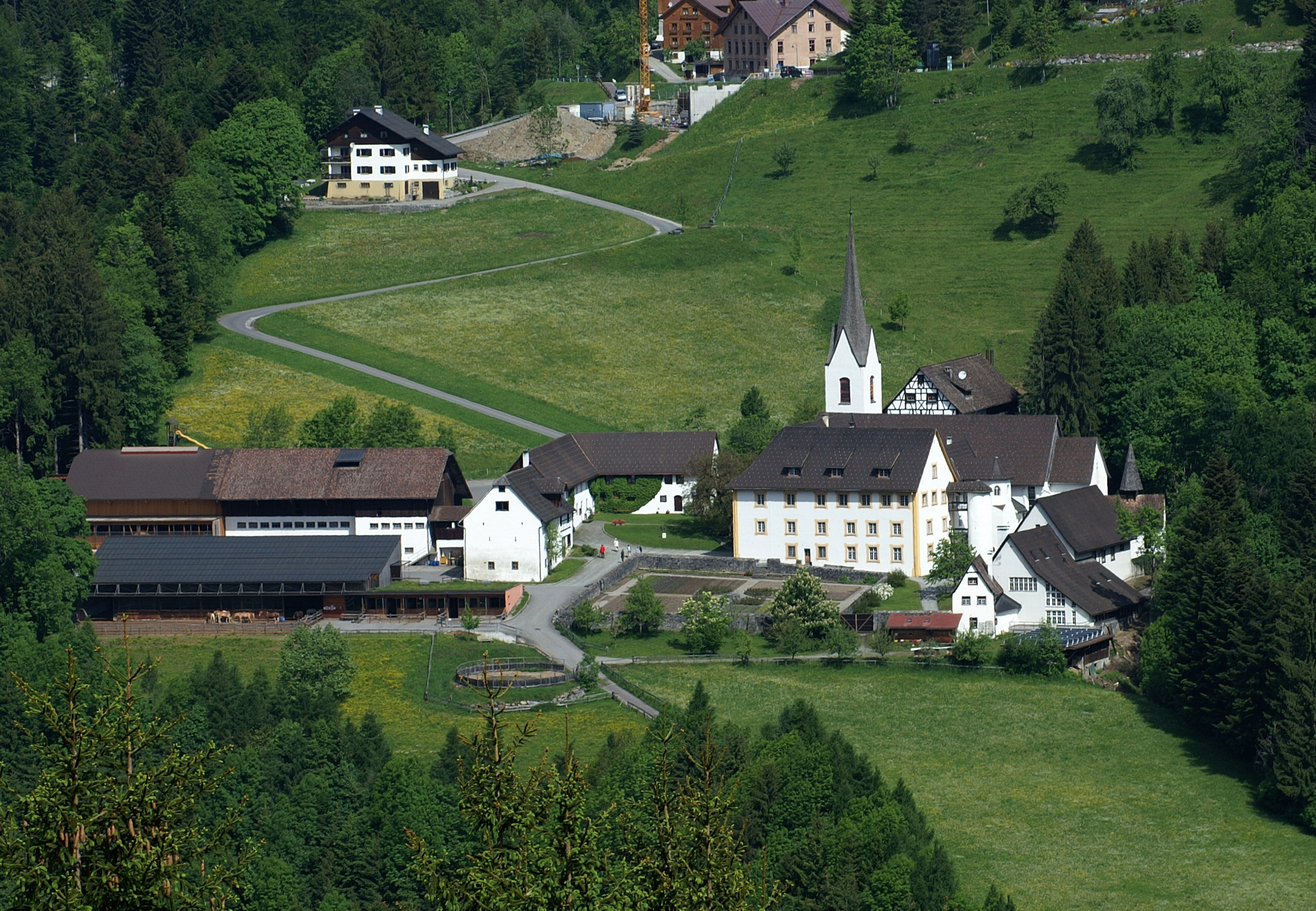
Die Benediktinerpropstei Sankt Gerold

### Puppenmuseum Blons
Das Puppenmuseum Blons stellt in Blons eine detaillierte Sammlung von Puppen aus den Jahren 1860 bis ca. 1960 aus.

### Propstei St. Gerold
Die Propstei Sankt Gerold ist das kulturelle Zentrum der Region. Hier finden Konzerte, Lesungen, Seminare, Führungen und Ausstellungen statt.

## Wirtschaft

### Energie
Die Gemeinde Großes Walsertal gehört zu den 24 Gemeinden in Österreich (Stand März 2019), die mit der höchsten Auszeichnung des e5-Gemeinden Energieprojekts ausgezeichnet wurden. Das e5-Gemeinde-Projekt soll die Umsetzung einer modernen Energie- und Klimapolitik auf Gemeindeebene fördern.